# Гюмюрджинская республика

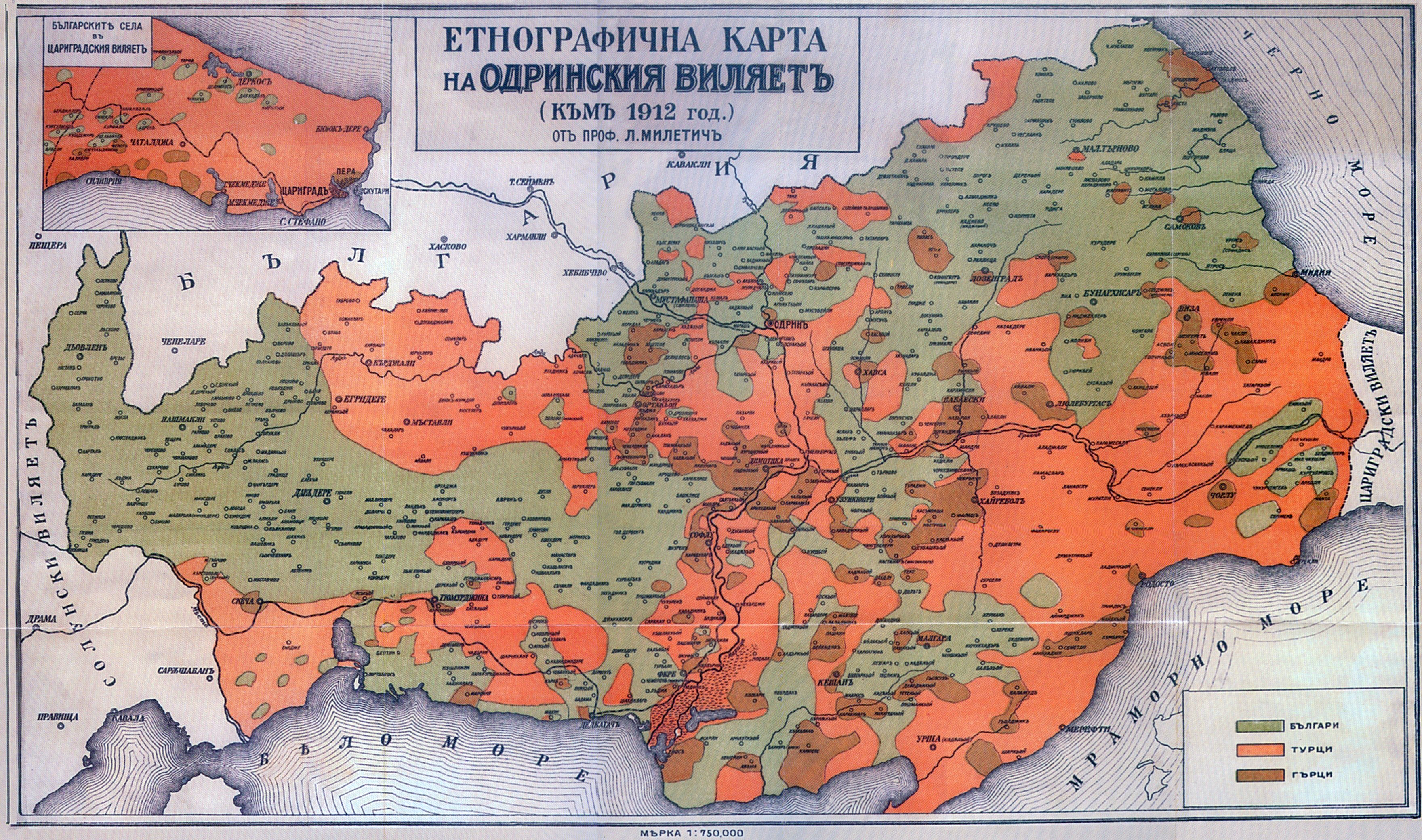
Этнографическая карта Восточной и Западной Фракии начала XX века (1912 год) показывает насколько пёстрым был не так давно этнический состав населения региона, где проживали болгары, турки, греки и цыгане

Гюмюрджи́нская респу́блика (осман. غربی تراقیا حكومت موقته‌سی‎ / Garbî Trakya Hükûmet-i Muvakkatesi — Гарби Тракья Хүкумет-и-Муваккатеси, тур. Batı Trakya Geçici Hükûmeti — Баты Тракья Гечидҗи Хүкумети), впоследствии также после официального переименования известная как Независимое правительство Западной Фракии (осман. غربی تراقیا حكومت مستقله‌سی‎, Garbi Trakya Hükûmet-i Müstakilesi, Гарби Тракья Хюкюмет-и-Мюстакилеси, тур. Batı Trakya Bağımsız Hükûmeti Баты Тракья Баымсыз Хүкумети) — самопровозглашённое государственное образование западнофракийских мусульман, существовавшее осенью 1913 года на территории балканской области Фракия. Столица — город Комотини (по-турецки именуемый Гюмюрджине, откуда и появилось название республики). В общей сложности, данная мусульманская республика просуществовала 56 дней (с 31 августа 1913 года по 25 октября 1913 года). В 1913 году болгарские войска аннексировали территорию самопровозглашённой республики: это право им дал Бухарестский договор 1913 года. До 1919 года на территории бывшей республики существовал Гюмюрджинский округ в составе Болгарского царства, давший ему временный выход в акваторию Эгейского моря. Поскольку Болгария была союзником Германии в Первой мировой войне, проигрыш последней дал повод французским войскам оккупировать эгейское побережье Болгарии. Нёйиский договор 1919 года передал южную половину Гюмюрджинского округа Греции: Болгария сохранила его северную часть, но навсегда лишилась выхода к Эгейскому морю. Территория бывшей республики после 1922 года окончательно перешла к независимой Греции, однако большинство мусульманского населения региона сохраняется здесь и поныне (см. мусульмане в Греции).

## История

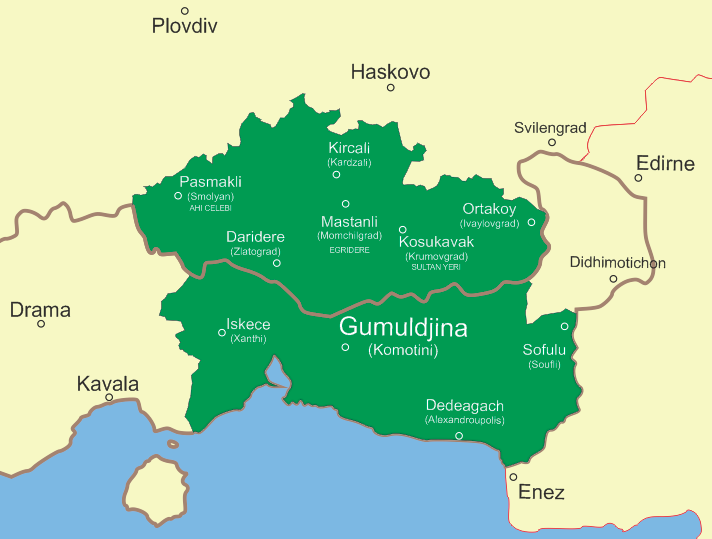
Территория под контролем временного правительства Западной Фракии в 1913 году (Гюмюрджинской республики) и современные границы государств в регионе

В конце XIX — начале XX веков, Западная Фракия стала объектом притязаний со стороны независимых Болгарии и Греции (См. Великая идея (Греция) и Энозис). В ходе 1-й Балканской войны 1912 года союзники добились значительных успехов в борьбе с Турцией. Территорию Западной Фракии взяла под свой единоличный контроль Болгария, поскольку православные болгары составляли здесь около трети населения: порядка 60 тысяч человек.
Вскоре, на фоне обострения греко-болгарских отношений, вспыхнула Вторая Балканская война. В результате восстания мусульманского населения Западной Фракии образовалась Гюмюрджинская республика, общей площадью 8 578 км², просуществовавшая с 31 августа по 25 октября 1913 года, с центром в современном городе Комотини. Президентом был избран Ходжа Салих-эфенди (Hoca Salih Efendi). Местные мусульмане: турки, а также исламизированные болгары-помаки, цыгане, мегленорумыны и греки выступили против Болгарии. В восстании приняли участие даже представители местной еврейской общины (т. н. ладино). Салоникский еврей Самуэль Карасао был направлен сюда с заданием основать паспортное бюро и газету «Мюстакли» (Независимость) на турецком и французском. За месяц Гюмюрджинские власти организовали как регулярные военные формирования, так и отряды башибузуков (под командованием Сулейман-бея Аскери). 13 сентября 1913 г. башибузуки захватили село Деведере. 23 сентября в селе Арнаут-кёй были убиты 75 человек — в основном, женщин и детей (включая 13 детей в возрасте от 1 до 9 лет[уточнить]). Всего было сожжено 22 болгарских села.
Однако, вскоре «Независимое Западнофракийское управление» (Гарби-Тракья-мюстекил-хукюмат) было ликвидировано. 12 октября 1913 г. область была занята силами болгарских 8-й Тунджанской и 2-й Фракийской дивизий, под общим командованием генерала Стефана Тошева.

## Население республики
Гюмюрджинская республика заняла большую часть территории Западной Фракии и фактически контролировала по оценкам того времени около 234 700 жителей, абсолютное большинство из которых были мусульманами (78,9 %), хотя христианское меньшинство на территории республики составляло свыше 20 % и было представлено в первую очередь болгарами и греками. При этом категория мусульмане в то время рассматривалась как национальность, хотя собственно турецкий язык считали родным лишь немногим более половины мусульман Гюмюрджины, около трети — помаки, говорили на болгарском языке, а остальные имели цыганское, мегленорумынское, греческое происхождение. При этом практически все мусульмане (да и христиане) республики владели турецким языком, хотя большинство и не считало его родным.
|                                          | Гюмюрджинская республика |          |
|                                          | Числ.                    | Процент  |
| Всего                                    | 234 700                  | 100,00 % |
| Мусульмане (турки, помаки, цыгане и пр.) | 185 000                  | 78,82 %  |
| Православные болгары                     | 25 500                   | 10,86 %  |
| Православные греки                       | 22 000                   | 9,37 %   |
| Евреи, армяне и пр.                      | 2200                     | 0,94 %   |

## Дальнейшая судьба региона
В 1922 году, после неудачного похода греческой армии в Малую Азию, Восточная Фракия была возвращена туркам в то время как Западная Фракия была закреплена за Грецией. Восточная Фракия и город Константинополь (Стамбул) были окончательно переданы Турции.
Всё греческое население Восточной Фракии (за исключением Стамбула), вынуждено было переселиться за реку Марица (Греко-турецкий обмен населением). В то же время, западные державы позволили западнофракийским мусульманам (86 000 человек) остаться в местах своего традиционного проживания, при этом православное болгарское население было депортировано в Болгарию. Доля греко-православного населения после массовой иммиграции из Восточной Фракии и Анатолии в регионе возросла с 17 % до 67 %, а мусульманского упала до 29 %.